# Bianca Balotă
Bianca Balotă (n. 8 august 1936, Focșani, d. 28 septembrie 2005, Nisa) a fost o  prozatoare română.

## Biografie
Este fiica Elisabetei (n. Stavăr) și a lui Petre Marcu, ofițer de carieră, și soția eseistului Nicolae Balotă. Din 1944, se stabilește împreună cu familia la Brașov, unde urmează școala elementară și liceul. Între anii 1954-1959 frecventează cursurile Facultății de Filologie, secția literatură și critică literară, a Universității din București. În perioada 1959-1972, lucrează ca ziaristă și ca redactor de carte la Editura pentru Literatură, colecția „Biblioteca pentru toți”. Din 1979 pleacă din țară, mai întâi la München, apoi la Tours și Paris, unde Nicolae Balotă este invitat ca profesor universitar, stabilindu-se în 1981 la Paris. Amândoi revin frecvent în țară după 1990, locuind temporar la București. Din 2001 își schimbă reședința de la Paris la Nisa. Debutează editorial în 1969 cu volumul de nuvele Mașina de fugit în lume. Colaborează cu articole, cronici literare, schițe și povestiri la revistele „Astra”, „Luceafărul”, „România literară”, „Apostrof”, „Familia”, „Steaua” ș.a.

## Volume publicate

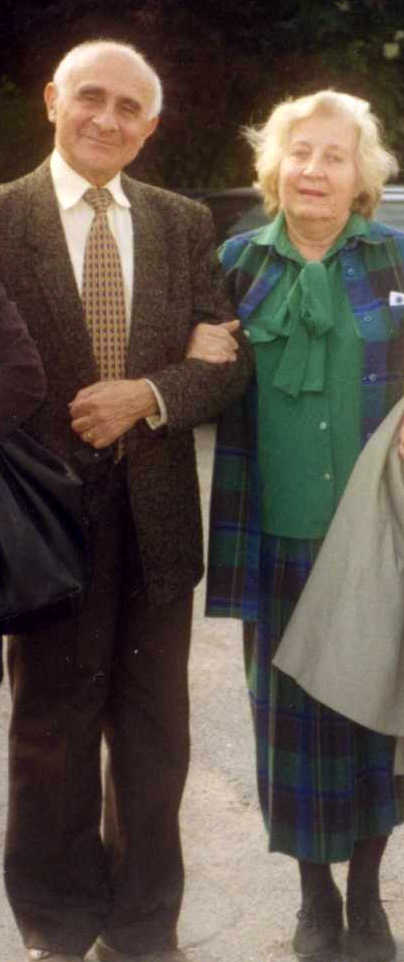
Nicolae și Bianca Balotă, 1999

- Mașina de fugit în lume, nuvele, București, Editura pentru Literatură, 1969; ediție definitivă, București, Editura Europress Group, 2007;
- Bal la regina Portugaliei, roman, București, Cartea Românească, 1979; reeditare, București, Cartea Românească, 2003;
- Zăpada de-altădată, roman, București, Cartea Românească, 1995;[1]
- Micul palat baroc, nuvele, București, Editura Unuversal Dalsi, 1999;
- Străbunica Hedviga, roman, București, 2002;
- Caietul mamei. 1956, cu un comentariu de Ilie Constantin, București, Editura Europress Group, 2007.

## Traduceri
- Stefan Zweig, Maria Stuart, vol. I–II, București, Editura Eminescu, 1974 (în colaborare cu Nicolae Balotă); reeditare, București, 1992.